# Dyakowski
Dyakowski – polski herb szlachecki, odmiana herbu Trąby, przyniesiony z Węgier.

## Opis herbu
Opis zgodnie z klasycznymi regułami blazonowania:
W polu czerwonym cztery trąby myśliwskie czarne z nabiciami i sznurami złotymi, w krzyż, stykające się ustnikami. 
W klejnocie trzy pióra strusie.

## Najwcześniejsze wzmianki
Stary herb przysługujący w XV wieku rodzinie Koślewskich z Węgier, którym za zasługi król Władysław III Warneńczyk nadał dobra Dyakowce i Tasypowce na Podolu.

## Herbowni
Dyakowski - Diakowski - Dziakowski, Koślewski.